# Estação conversora HVDC

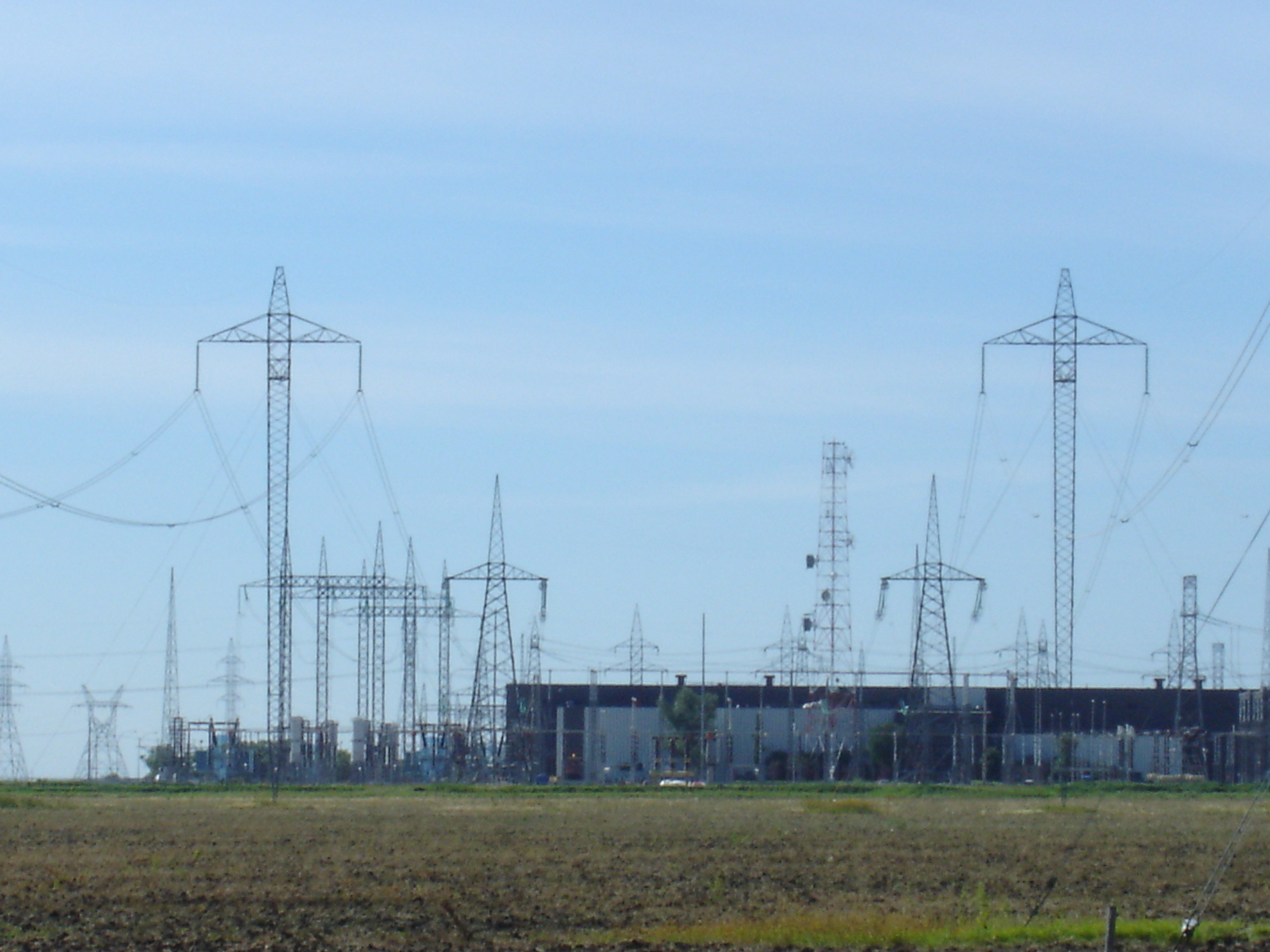
Estação do tipo instalada em Dorsey

Uma estação conversora HVDC (conhecida principalmente simplesmente como subestação conversora) é um tipo especial de subestação que forma o equipamento final para uma linha de transmissão de corrente contínua em alta tensão. Ela converte corrente contínua para corrente alternada ou vice-versa. Em adição com o conversor(inversor ou retificador), a estação geralmente contém:
- comutadores trifásicos de alta tensão
- Banco de capacitores ou condensador síncrono para potência reativa
- filtros para suprimir frequências harmônicas indesejadas na rede
- comutadores para corrente contínua

## Componentes

### Conversor

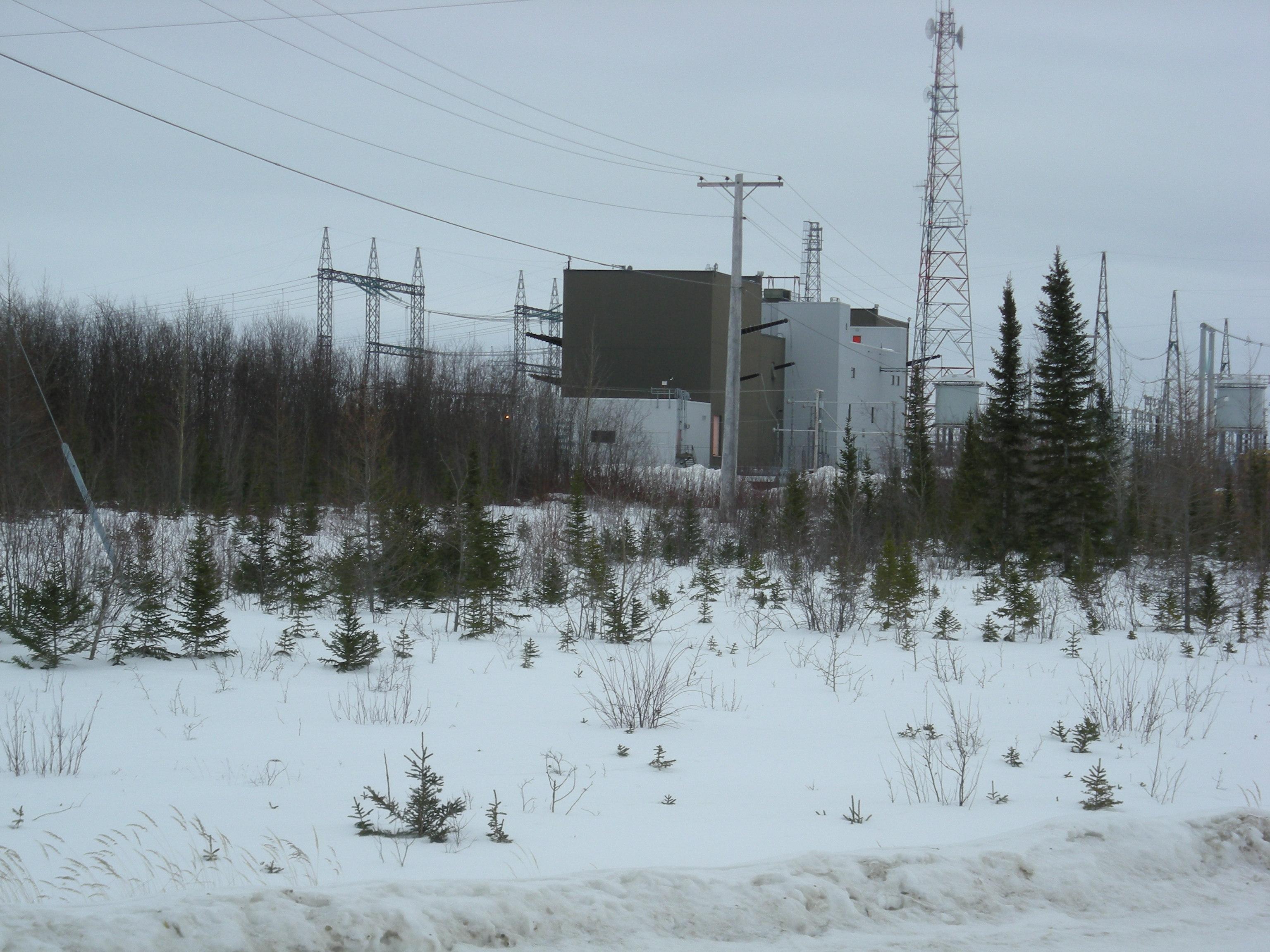
Sala de Válvulas na estação conversora de Heyday, parte do sistema de transmissão CC do rio Nelson no Canadá

O conversor usualmente é instalado numa construção chamada de sala de válvulas(ou valve hall em inglês). Inicialmente, sistemas HVDC usavam válvulas de arco de mercúrio, mas desde meados de 1970, dispositivos de estado sólido como tiristores foram usados. Em conversores baseados em tiristores, muitos tiristores são conectados em série para formar uma válvula de tiristor e cada conversor consiste em seis ou doze válvulas de tiristor. As válvulas de tiristor são usualmente agrupadas em pares ou grupos de quatro e podem ficar em cima de isoladores no chão ou suspensas por isoladores no teto.
Conversores comutados pela linha requerem tensão da rede CA para comutação, mas desde os anos 90, conversores completamente controláveis começaram a ser usados para HVDC. Conversores completamente controláveis usam transistores IGBT no lugar de tiristores e podem prover energia para um sistema CA desenergizado.
Praticamente todos os conversores usados para HVDC são capazes de operar com conversão de potência em um ou em outro sentido. Conversão de CA para CC é conhecida como retificação e conversão de CC para CA é conhecida como inversão.

### Equipamento CC

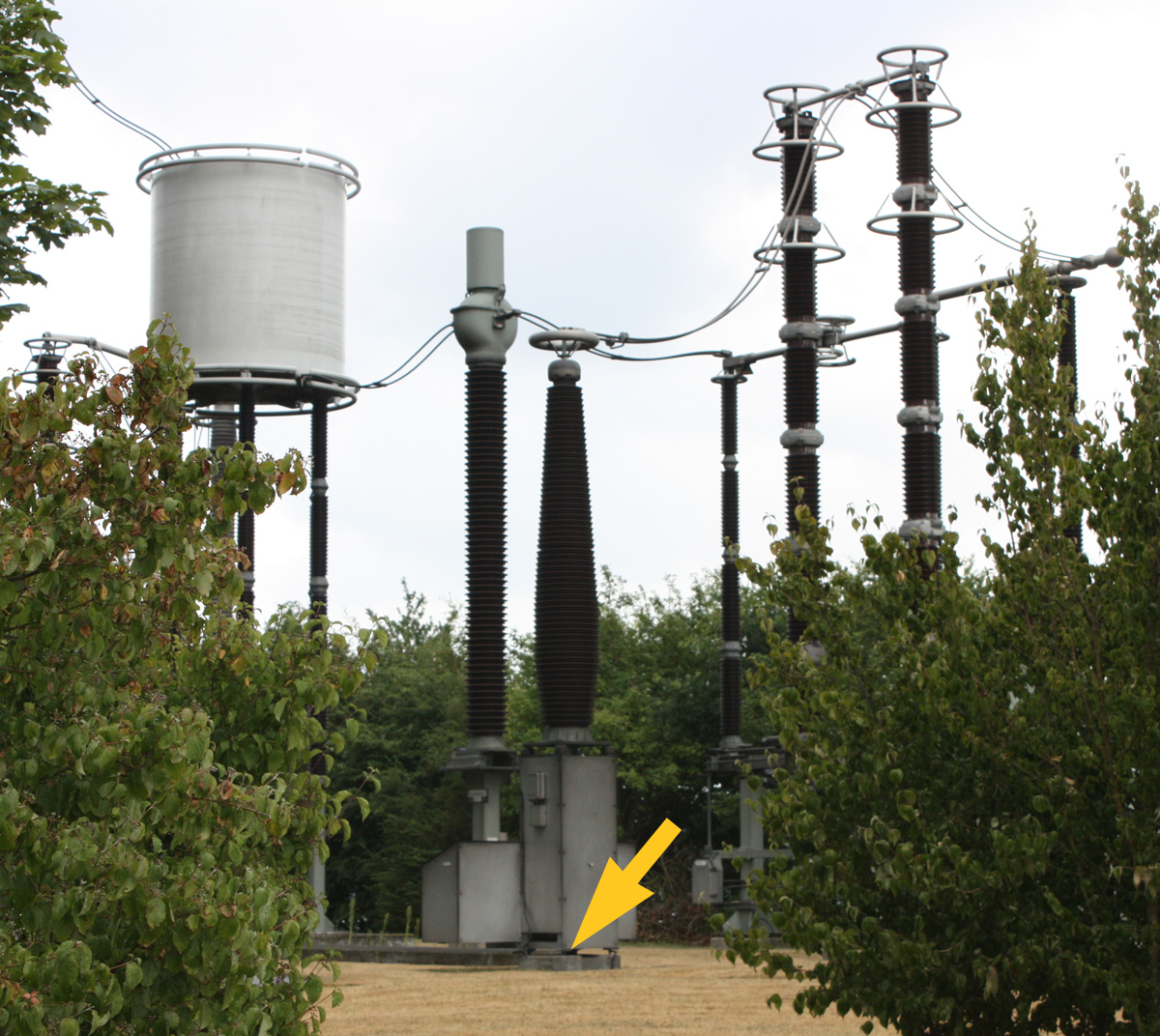
Terminação de cabo HVDC e reator de filtragem na linha HVDC Baltic Cable

O equipamento de corrente continua frequentemente contém uma bobina (chamada de reator) que adiciona indutância em série com a linha CC que ajuda a suavizar a corrente contínua. A indutância tipicamente mede cerca de 0,1 H até 1 H. Bobinas de núcleo de ferro parecem com transformadores de óleo de alta tensão. Bobinas de núcleo de ar também parecem, mas são consideravelmente mais largas. Bobinas com núcleo de ar tem a vantagem de gerar menos ruído acústico do que as bobinas de núcleo de ferro, elas eliminam probabilidade de vazar óleo, e elas não saturam sob altas correntes transitórias. Essa parte da planta também contém instrumentos para medição de corrente contínua e tensão.
Filtros especiais de corrente contínua são usados para eliminar a interferência de alta frequência. Tais filtros são requeridos se a linha de transmissão vai usar técnicas de comunicação e controle pela própria linha (PLC), ou se a linha aérea vai passar através de áreas populosas. Esses filtros podem ser filtros passivos LC ou filtros ativos, consistindo em um amplificador acoplado através de transformadores e capacitores de proteção, que dá um sinal defasado ao sinal de interferência, desse modo cancelando-os. 

### Transformador conversor

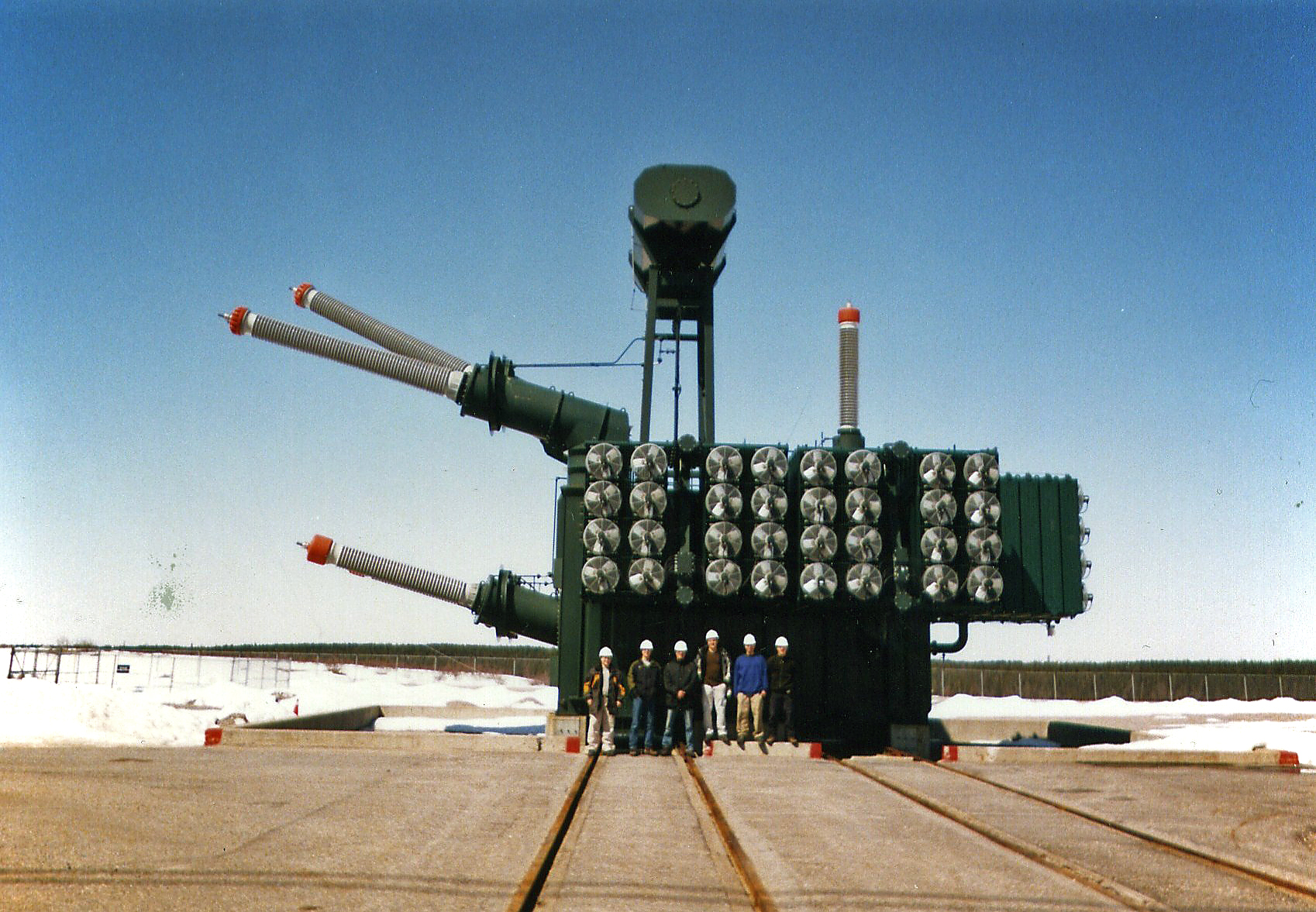
Um transformador conversor monofásico de três enrolamentos.

Os transformadores conversores elevam a tensão da rede CA. Usando uma  conexão estrela-delta ou delta estrela dos enrolamentos do transformador, o conversor pode operar com 12 pulsos para cada ciclo da fonte CA. O isolamento dos enrolamentos do transformador precisa ser especialmente projetado para suportar um alto potencial CC para a terra. Transformadores conversores podem ser construídos para potências maiores que 300MVA em uma única unidade. É impraticável transportar transformadores enormes, quando transformadores de alta potência são requeridos, alguns transformadores individuas são conectados juntos. Ou 2 transformadores trifásicos ou 3 transformadores monofásicos podem ser usados.

### Potência reativa
Quando conversores comutados pela linha são usados, a estação conversora vai requerer entre 40% e 60% de sua potência em potência reativa. Esta potência pode ser provida por banco de capacitores ou por condensadores síncronos. A demanda por potência reativa pode ser reduzida se transformadores conversores tem comutadores de taps com suficiente número de taps para o controle da tensão AC. Alguns dos requerimentos de potência reativa podem ser supridos por componentes de filtros harmônicos.
Conversores completamente controlados podem gerar ou absorver potência reativa também como potência real, e equipamentos adicionais de potência reativa geralmente não são necessários.

### Filtros harmônicos
Filtros harmônicos são necessários para a eliminação de ondas harmônicas e para produção de potência reativa nas estações conversoras comutadas pela linha. Em plantas com conversores comutados por linha de 6 pulsos, filtros harmônicos complexos são necessárias por que há harmônicos impares nas ordens {\displaystyle 6n+1} e  {\displaystyle 6n-1} produzidas no lado CA e até mesmo harmônicas de ordem {\displaystyle 6n} no lado CC. Em estações de 12 pulsos, somente tensões e correntes harmônicas de ordem {\displaystyle 12n+1} e {\displaystyle 12n-1} (no lado CA) ou {\displaystyle 12n} (no lado CC) são geradas. Filtros são ajustados para a frequência harmônica esperada e consiste em uma série de combinações de capacitores e indutores.
Conversores completamente controláveis geralmente produzem baixa intensidade de harmônicos do que conversores comutados pela linha.  Como resultado disso, filtros harmônicos são geralmente menores e podem ser omitidos.
Ao lado de filtros harmônicos, equipamentos também são providos para eliminar sinais espúrios de frequência de 30kHz até 500 KHz . Estes filtros são usalmente próximos do terminal de corrente alternada do transformador inversor. Eles consistem em uma bobina que passa a corrente da carga, com um capacitor em paralelo para formar um circuito ressonante.

### Comutador CA
O comutador trifásico de corrente alternada de uma estação conversora é similar de uma subestação CA. Ele vai conter disjuntores para proteção de sobrecorrente, chaves isoladoras, chaves de aterramento temporário e transformadores para controle, medição e proteção. A estação também contém para-ráios para proteção do equipamento CA contra descargas atmosféricas no sistema CA.

## Outros

### Área requerida
A área requerida para uma estação conversora na faixa de 600 MW e uma tensão de 400kV é aproximadamente 300x300 metros. Plantas de baixa tensão requerem menor área, já que menor espaço livre é necessário em volta dos equipamentos de alta tensão.

### Fatores de localidade
Estações conversoras produzem ruído acústico e interferência de rádio-frequência. Paredes podem prover proteção contra ruído. Assim como em todas estações CA, óleo dos equipamentos precisam ser protegidos de contaminar o solo em caso de derramamento.  Uma área considerável pode ser requerida para elevar linhas de transmissão, mas pode ser reduzida se cabos subterrâneos são utilizados.